# Katarina Roxon
Katarina Roxon, née le 5 avril 1993 à Stephenville (Terre-Neuve-et-Labrador, Canada), est une nageuse paralympique canadienne, championne paralympique du 100 m dos SB8 en 2016.

## Jeunesse
Née avec une maladie des brides amniotiques, elle est née sans avant-bras gauche. Ses parents l'inscrivent à la natation car il considère qu'il est important pour elle d'apprendre à nager. Les parents de Katarina Roxon, — originaire de Vellore, une ville située dans l'État du Tamil Nadu — ont immigré depuis l'Inde jusqu'au Canada en 1990.
Pendant son enfance, elle est entraînée par son propre père.

## Carrière
En 2008, Katarina Roxon est la plus jeune athlète sélectionnée pour les Jeux paralympiques de Pékin à l'âge de 15 ans.
Lors des Jeux parapanaméricains de 2015 à Toronto, elle remporte la médaille de bronze du 100 m dos S9 en 1 min 20 s 59. Elle remporte également l'or sur le 100 m brasse SB8 ainsi que l'argent sur le 200 m 4 nage S9, le 50 m nage libre S9 et le 400 m nage libre S9.
Le 14 septembre 2016, pour ses troisièmes Jeux paralympiques, elle remporte sa première médaille d'or sur le 100 m brasse SB8 en 1 min 19 s 44. Le matin même, elle avait déjà amélioré son record personnel avec un temps de 1 min 21 s 27 lors des séries.
Elle remporte la médaille d'argent du 100 brasse SB8 ainsi que celle de bronze du 4 x 100 m nage libre 34 points — avec ses compatriotes Aurélie Rivard, Tess Routliffe et Abi Tripp — lors des Jeux parapanaméricains de 2018 à Mexico. La même année, elle remporte l'or sur le 100 m brasse SB8 en 1 min 25 s 86 aux Championnats pan-pacifiques handisport à Cairns et termine 16e sur le 100 m nage libre remporté par sa compatriote Aurélie Rivard.
Aux Championnats du monde de natation handisport 2019, Katarina Roxon remporte deux médailles : l'argent sur 100 m brasse SB8 — avec un nouveau record d'Amérique et du Canada en 1 min 21 s 96 — et le bronze sur le 4 x 100 m nage libre.

## Vie privée
Katarina Roxon a été membre du Conseil provincial pour les personnes avec un handicap de Terre-Neuve-et-Labrador.

## Résultats
| Date | Compétition                      | Lieu           | Place | Course                      | Temps         |
| ---- | -------------------------------- | -------------- | ----- | --------------------------- | ------------- |
| 2006 | Championnats du monde handisport | Durban         | 16e   | 50 m nage libre S9          | 33 s 90       |
| 2006 | Championnats du monde handisport | Durban         | 5e    | 100 m brasse SB8            | 1 min 33 s 63 |
| 2006 | Championnats du monde handisport | Durban         | 14e   | 200 m 4 nages SM9           | 3 min 03 s 52 |
| 2008 | Jeux olympiques                  | Pékin          | 19e   | 100 m papillon S9           | 1 min 22 s 72 |
| 2008 | Jeux olympiques                  | Pékin          | 14e   | 50 m nage libre S9          | 31 s 85       |
| 2008 | Jeux olympiques                  | Pékin          | 12e   | 100 m brasse SB8            | 1 min 34 s 59 |
| 2008 | Jeux olympiques                  | Pékin          | 14e   | 200 m 4 nages SM9           | 2 min 55 s 75 |
| 2010 | Championnats du monde handisport | Eindhoven      | 5e    | 100 m brasse SB8            | 1 min 27 s 14 |
| 2010 | Championnats du monde handisport | Eindhoven      | 7e    | 50 m nage libre S9          | 31 s 93       |
| 2010 | Jeux du Commonwealth             | Delhi          | 6e    | 50 m nage libre S9          | 34 s 37       |
| 2010 | Jeux du Commonwealth             | Delhi          | 5e    | 100 m nage libre S9         | 1 min 09 s 03 |
| 2010 | Jeux du Commonwealth             | Delhi          | 5e    | 100 m papillon S9           | 1 min 18 s 84 |
| 2012 | Jeux paralympiques               | Londres        | 5e    | 100 m brasse SB8            | 1 min 27 s 07 |
| 2013 | Championnats du monde handisport | Montréal       | 7e    | 100 m nage libre S9         | 1 min 07 s 37 |
| 2013 | Championnats du monde handisport | Montréal       | 5e    | 200 m 4 nages SM9           | 2 min 46 s 59 |
| 2013 | Championnats du monde handisport | Montréal       | 4e    | 100 m brasse SB8            | 1 min 25 s 21 |
| 2013 | Championnats du monde handisport | Montréal       | 2e    | 4 x 100 m nage libre 34 pts | 4 min 35 s 41 |
| 2014 | Jeux du Commonwealth             | Glasgow        | 5e    | 100 m brasse SB9            | 1 min 23 s 95 |
| 2014 | Jeux du Commonwealth             | Glasgow        | 5e    | 200 m 4 nages SM10          | 2 min 43 s 19 |
| 2015 | Championnats du monde handisport | Glasgow        | 3e    | 100 m brasse SB8            | 1 min 21 s 97 |
| 2015 | Championnats du monde handisport | Glasgow        | 6e    | 200 m 4 nages SM9           | 2 min 42 s 35 |
| 2015 | Jeux parapanaméricains           | Toronto        | 1re   | 100 m brasse SB8            |               |
| 2015 | Jeux parapanaméricains           | Toronto        | 2e    | 50 m nage libre S9          |               |
| 2015 | Jeux parapanaméricains           | Toronto        | 2e    | 400 m nage libre S9         | 5 min 06 s 72 |
| 2015 | Jeux parapanaméricains           | Toronto        | 2e    | 200 m 4 nages SM9           |               |
| 2015 | Jeux parapanaméricains           | Toronto        | 3e    | 100 m dos S9                | 1 min 20 s 58 |
| 2015 | Jeux parapanaméricains           | Toronto        | 3e    | 100 m nage libre S9         |               |
| 2016 | Jeux paralympiques               | Rio de Janeiro | 1re   | 100 m brasse SB8            | 1 min 19 s 44 |
| 2016 | Jeux paralympiques               | Rio de Janeiro | 7e    | 200 m 4 nages SM9           | 2 min 37 s 87 |
| 2016 | Jeux paralympiques               | Rio de Janeiro | 14e   | 100 m nage libre S9         | 1 min 07 s 19 |
| 2018 | Jeux du Commonwealth             | Gold Coast     | 6e    | 100 m nage libre S9         | 1 min 08 s 18 |
| 2018 | Jeux du Commonwealth             | Gold Coast     | 6e    | 100 m brasse SB9            | 1 min 26 s 18 |
| 2018 | Jeux du Commonwealth             | Gold Coast     | 8e    | 200 m 4 nages SM10          | 2 min 48 s 32 |
| 2018 | Jeux parapanaméricains           | Mexico         | 2e    | 100 m brasse SB8            |               |
| 2018 | Jeux parapanaméricains           | Mexico         | 3e    | 4 x 100 m nage libre 34 pts |               |
| 2019 | Championnats du monde handisport | Londres        | 7e    | 200 m 4 nages SM9           | 2 min 41 s 85 |
| 2019 | Championnats du monde handisport | Londres        | 2e    | 100 m brasse SB8            | 1 min 21 s 96 |
| 2019 | Championnats du monde handisport | Londres        | 3e    | 4 x 100 m nage libre 34 pts | 4 min 30 s 09 |

## Distinctions
- 2018 : Ordre de Terre-Neuve-et-Labrador (en)[12]

- Médaille du jubilé de diamant d'Élisabeth II[5]

Depuis 2016, la Trans-Canada Highway Route 490 s'appelle la Katarina Roxon Way.